# FREM1
FREM1‏ (FRAS1 related extracellular matrix 1) هوَ بروتين يُشَفر بواسطة جين FREM1 في الإنسان.